# 格倫埃科帕克 (密蘇里州)
格倫埃科帕克（英語：Glen Echo Park）是位於美國密蘇里州聖路易斯縣的非建制地區。此地原為聖路易斯縣的村，2023年公投通過將該城市併入諾曼底，法令於2024年2月8日正式生效。

## 人口
根據2020年美國人口普查的數據，格倫埃科帕克的面積為0.08平方千米，皆為陸地。當地共有人口122人，而人口密度為每平方千米1,525人。